# Marlboro

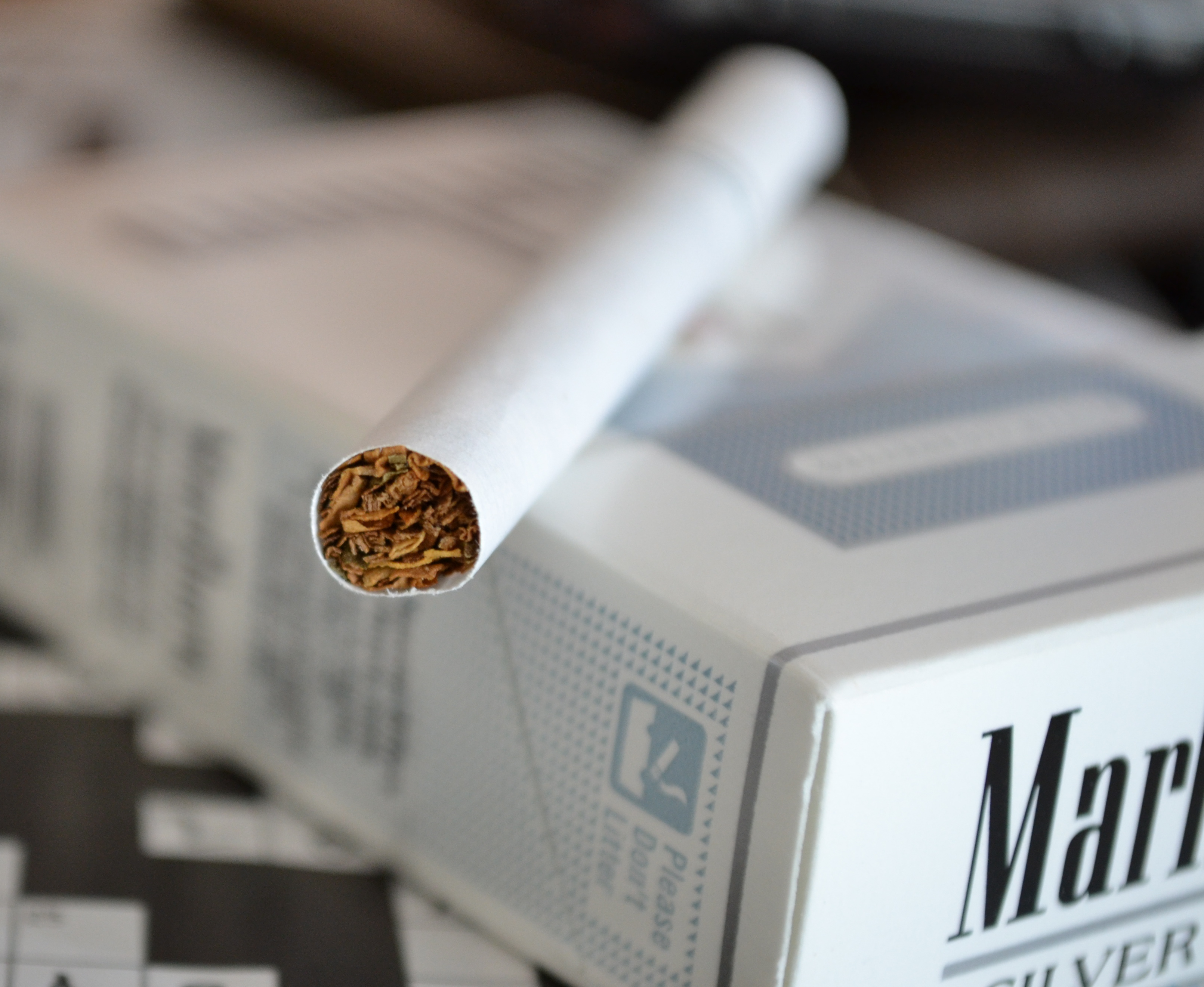
Krabička Marlboro s cigaretou

Marlboro je značka cigaret firmy Altria Group, Inc (dříve pod jménem Philip Morris). Ve sportovním světě je značka sponzorem stáje Formule 1 Ferrari a v MotoGP sponzor Ducati. Značka je známá pro své reklamy s kovbojem (Marlboro Man) a je pojmenovaná po Great Marlborough Street, ve které sídlila původní londýnská továrna.